# Triple ThreaT
Triple ThreaT of BC Triple ThreaT is een Nederlandse basketbalvereniging en stichting uit Haarlem. De basketbalclub is voortgekomen uit de stichting en beschikt over meerdere (jeugd-)eredivisieteams die uitkomen in de Nederlandse Basketball Bond (NBB). Verder heeft Triple ThreaT ook een topsportacademie, de TTT academy.

## Geschiedenis
Stichting Triple ThreaT werd eind 2009 in Haarlem opgericht, met als doel om een platform te bieden voor de jeugd van het Haarlemse stadsdeel Schalkwijk. Initiatiefnemer Okrah Donkor, later benoemd tot Haarlemmer van het jaar, hoopte met de oprichting zowel het stadsdeel veiliger te maken als het negatieve imago van Schalkwijk in te perken.
Toen in 2013 Haarlemse basketbalclub H.O.C. failliet werd verklaard, besloot Donkor om samen met Sebastiaan Bauer en Philip Schemmekes een vereniging op te richten om het Haarlemse basketbal nieuw leven in te blazen.
Op 5 juni 2016 opende de stichting de store, een pand in het Winkelcentrum Schalkwijk. Hierin werd het clubhuis gevestigd, dat naast een clubkledingwinkel plaats biedt voor een lifestyle center. De store biedt sinds zijn oprichting onderdak aan huiswerkbegeleiding, dansles, een muziekstudio en andere faciliteiten, om jongeren zo veel mogelijk kansen te bieden zichzelf te ontwikkelen.

## BC Triple ThreaT
Na de oprichting van de club in 2013 groeide BC Triple ThreaT tot een vereniging met 21 teams. In het seizoen van 2017-2018 werden 9 teams kampioen van hun competitie, waarvan 7 regionaal en 2 in de Tweede Divisie. Mede door de komst van Dominique Schemmekes (broer van co-oprichter Philip Schemmekes) als head of basketball deden alle eerste teams van de jongens U-14 tot en met de mannen U-21 voor het eerst hun intrede in de Eredivisie van de NBB.
In maart 2020 ging de vereniging een samenwerkingsverband aan met het Haarlemse Mendelcollege, om een basketbalacademie de realiseren. De TTT Academy zou de eerste Haarlemse topsportacademie worden. In mei 2020 kondigde Triple ThreaT aan in het seizoen van 2020-2021 te starten met een dameslijn waarin de dames 1 in de Eredivisie zou gaan spelen.

## Media-aandacht
Door de successen van de stichting en de club kreeg Triple ThreaT veel aandacht van kranten en sponsoren die het verhaal van de oprichting deelden. Dit leidde ertoe dat de store in 2019 werd bezocht door Koning Willem-Alexander. Nieuwsprogramma's vermeldden de initiatieven van de club, zoals in 2020 toen leden van Triple ThreaT tijdens de coronacrisis een bezorgservice voor boodschappen waren begonnen. In 2019 ontving Dominique Schemmekes, coach van de heren U-18, de prijs voor 'Coach van het jaar' van stichting sportsupport op het Haarlemse Topsportgala. In hetzelfde jaar werd BC Triple ThreaT verkozen tot 'Club van het jaar', een initiatief van onder andere NOC*NSF.